# Kypreiko

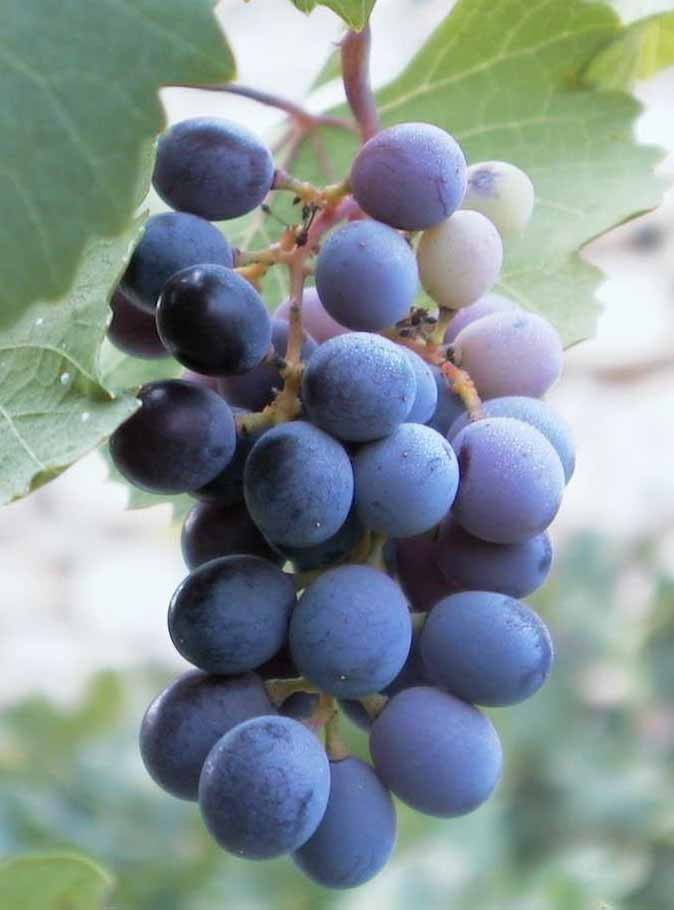
Die Traube der Rebsorte Kypreiko

Kypreiko (griechisch κυπρέικο) ist eine Rotweinsorte. Angebaut wird sie auf den griechischen Inseln Kreta, Zypern und dem zu den Ionischen Inselgruppe gehörenden Kythira. Insbesondere auf Zypern wird die Sorte Mavro (griechisch μαύρος mavros ‚schwarz‘) genannt und ist dort zusammen mit der Sorte Xynisteri Bestandteil des bekannten Dessertweins Commandaria. Pierre Galet schätzte die bestockte Rebfläche Ende der 1990er Jahre auf fast 10.000 Hektar. Der Anteil der Sorte Kypreiko an der bestockten Rebfläche der Insel Zypern lag im Jahr 2004 mit 9.214 Hektar bei fast 58 Prozent.
Der sortenreine Rotwein der Sorte gilt als sehr kräftig.
Die Rebsorte wird vermutlich schon seit einigen Jahrhunderten angebaut. Der italienische Ampelograph Giuseppe di Rovasenda beschrieb sie im Jahr 1877 in seinem Werk Saggio di Ampelografia Universale als Cipro Nero. Es wurde häufig in Frankreich kolportiert, dass die Rebsorte im 12. Jahrhundert mit den Kreuzrittern aus Zypern in die Anbauregion Sud-Ouest kam und dort Négrette genannt wurde.
Siehe auch den Artikel Weinbau in Griechenland sowie die Liste von Rebsorten.

## Ampelographische Sortenmerkmale
In der Ampelographie wird der Habitus folgendermaßen beschrieben:
- Die Triebspitze ist offen. Sie ist stark weißwollig behaart. Die gelblichen, leicht blasigen Jungblätter sind auf der Blattoberfläche noch leicht wollig behaart während sie auf der Unterseite weißwollig behaart sind
- Die keilförmigen, dunkelgrünen Blätter sind fünflappig und mitteltief gebuchtet (siehe auch den Artikel Blattform). Die Stielbucht U-förmig offen. Der Blattrand ist stumpf gezahnt. Im Vergleich zu anderen Rebsorten sind die Zähne mittelweit gesetzt. Die Blattoberfläche (auch Spreite genannt) ist leicht blasig.
- Die kegel- bis konusförmige Traube ist sehr groß, lang und dichtbeerig. Das Gewicht einer Traube kann bis zu 1 kg betragen. Die obovoiden Beeren sind groß und von rötlich-violetter Farbe.

Die Rebsorte Kypreiko reift circa 30 Tage nach dem Gutedel und ist gilt damit für eine Rebsorte als spät reifend. Sie ist eine Varietät der Edlen Weinrebe (Vitis vinifera). Sie besitzt lediglich weibliche Blüten und ist somit nicht selbstfruchtend. Beim Weinbau entsteht der ökonomische Nachteil, keinen Ertrag liefernde, männliche Pflanzen anbauen zu müssen.

## Synonyme
Die Rebsorte Kypreiko ist auch unter den Namen Black, Cipro nero, Cipro rosso, Cyperntraube, Cypro nero, Kypreico mavro, Kypreiko mavro, Kypriotiko, Local black, Mavro, Mavron Tis Kyprou und Skuro mavro bekannt.